# هارالد روز
هارالد روز (بالألمانية: Harald Rose)‏ (و. 1935 – م) هو فيزيائي، وأستاذ جامعي من ألمانيا . ولد في بريمن .

## جوائز
حصل على جوائز منها:
- جائزة وولف في الفيزياء (2011).